# Sarothrura pulchra
Sarothrura pulchra é uma espécie de ave da família Sarothruridae.

## Distribuição geográfica
Pode ser encontrada nos seguintes países: Angola, Benin, Burundi, Camarões, República Centro-Africana, República do Congo, República Democrática do Congo, Costa do Marfim, Guiné Equatorial, Gabão, Gambia, Gana, Guiné, Guiné-Bissau, Quénia, Libéria, Nigéria, Ruanda, Senegal, Serra Leoa, Sudão, Tanzânia, Togo, Uganda e Zâmbia.